# Jason Barry
Jason Barry (Dublin, 14 de dezembro de 1972) é um ator irlandês. Ele é mais conhecido por sua interpretação de Tommy Ryan no filme Titanic de 1997, e por The Still Life (2007), pelo qual ganhou vários prêmios.

## Juventude
Jason Barry nasceu em Artane, um distrito da cidade de Dublin, Irlanda. Ele tem dois irmãos, Keith e Glen.

## Carreira
Barry é formado em artes cênicas pelo Centro Samuel Beckett do Trinity College de Dublin. Seu primeiro papel de destaque foi em um filme da BBC chamado Screen Two: O Mary This London (1994).
Em 1997, ele interpretou Tommy Ryan no filme Titanic de James Cameron.
Jason teve um papel recorrente como Dano, nas 3ª e 4ª temporadas da série policial irlandesa Love/Hate.
Em 2014, interpretou o papel de Edgar Willcox em Paixões Unidas, um filme que detalha a história da FIFA. Seu lançamento aconteceu para coincidir com o início da Copa do Mundo de 2014 no Brasil.
Em 2016, ele deu voz ao personagem Sean Brooks em Call of Duty: Infinite Warfare, um jogo eletrônico de tiro em primeira pessoa desenvolvido pela Infinity Ward e distribuído pela Activision.

## Vida pessoal
Jason Barry se casou com a atriz Kristin Alayna em 2012. Ele tem duas filhas: Freya Barry, nascida em 2005, e Nova Barry, nascida em 2007. Barry é torcedor do Manchester United, e é corredor de maratonas.

## Filmografia
| Ano  | Título                         | Papel                   | Notas        |
| ---- | ------------------------------ | ----------------------- | ------------ |
| 1994 | Screen Two: O Mary This London | Mickey                  |              |
| 1995 | Circle of Friends              | Nasey Mahon             |              |
| 1996 | The Last of the High Kings     | Nelson Fitzgerald       |              |
| 1997 | Titanic                        | Tommy Ryan              |              |
| 1998 | McCallum                       | Rory                    |              |
| 1998 | Monument Ave.                  | Seamus                  |              |
| 1999 | An Unsuitable Job for a Woman  | Mickey                  |              |
| 2000 | When the Sky Falls             | Dempsey                 |              |
| 2000 | Muggers                        | Gregor O'Reiley         |              |
| 2000 | Metropolis                     | Alistair Hibbert        |              |
| 2002 | Chaos                          | Killer                  |              |
| 2002 | Man and Boy                    | Eamon Fish              |              |
| 2003 | Absolute Power                 | Alan Broadman           |              |
| 2003 | Conspiracy of Silence          | David Foley             |              |
| 2003 | Servants                       | Frank Keneally          |              |
| 2003 | Beyond Re-Animator             | Dr. Howard Phillips     |              |
| 2005 | The Baby War                   | Fergal                  |              |
| 2005 | MirrorMask                     | Valentine               |              |
| 2005 | Whiskey Echo                   | Dr. Rafe Fletcher       | Minissérie   |
| 2006 | Honor (Fists of Rage)          | Gabriel                 |              |
| 2006 | The Still Life                 | Julian Lamont           |              |
| 2008 | Bog Bodies                     | Professor David Wallace |              |
| 2008 | Valkyrie                       | SS Officer              | sem crédito  |
| 2009 | For Christ's Sake              | Father Beckman          |              |
| 2012 | Love/Hate                      | Dano                    | 3° temporada |
| 2013 | Love/Hate                      | Dano                    | 4° temporada |
| 2014 | United Passions                | Edgar Willcox           |              |
| 2014 | Sons of Anarchy                | Declan                  |              |
| 2016 | I.T                            | Patrick                 |              |
| 2016 | Call of Duty: Infinite Warfare | Cabo Brooks             | Vídeo Game   |

### Vídeo game
- Call of Duty: Infinite Warfare (2016) - Cabo Sean Brooks